# Ayiyak
 (février 2024).
Si vous disposez d'ouvrages ou d'articles de référence ou si vous connaissez des sites web de qualité traitant du thème abordé ici, merci de compléter l'article en donnant les références utiles à sa vérifiabilité et en les liant à la section « Notes et références ».
La rivière Ayiyak est un cours d'eau d'Alaska, aux États-Unis située dans l'Alaska North Slope. C'est un affluent de la rivière Chandler elle-même affluent de la rivière Colville.

## Description
Longue de 58 milles (93 km), elle prend sa source à 2 milles (3 km) du petit lac Chandler, coule en direction du nord-est et se jette dans la rivière Chandler à 4 milles (6 km) au sud-est de l'Ayiyak Mesa et à 51 milles (82 km) au nord du col Anaktuvuk, dans la chaîne Brooks.
Elle a été référencée en 1944 par l'United States Geological Survey pendant l'exploration des ressources pétrolières.